# Юбилейный (Омутнинский район)
Юбиле́йный — посёлок в Омутнинском районе Кировской области. Входит в состав Вятского сельского поселения.

## География
Посёлок находится на расстоянии примерно 34 км (по прямой) к северо-востоку от города Омутнинск, административного центра района.

### Часовой пояс
Посёлок Юбилейный, как и вся Кировская область, находится в часовой зоне МСК (московское время). Смещение применяемого времени относительно UTC составляет +3:00.

## История
Посёлок основан в 1967 году, название — в честь полувекового юбилея Октябрьской революции. В 1970-е годы проживало более 500 работников Залазнинского леспромхоза. В 1989 году постоянных жителей было 81.

## Население
| 2010 |
| ---- |
| 43   |

### Национальный состав
Согласно результатам переписи 2002 года, в национальной структуре населения русские составляли 96 % из 67 чел.